# Црква Преображења Господњег у Сокобањи
Црква Светог Преображења Господњег налази се у строгом центру Сокобање на мермерном шеталишту. Једна је од најзначајнијих у сокобањском крају и најпосећенија у овом делу Епархије тимочке.

## Историја
Према записима у „Споменици Тимочке Епархије 1834-1934”, пре ослобађања од Турака, црква је имала богомољу, јер је имала свештеника.
Грађена је осам година, од 1884.-1892. под руководством архитеката Светозара Ивачковића и Душана Живадиновића а као задужбина Митрополита Михаила свом родном крају.
Саграђена је 1892. године. Градили су је италијански мајстори, према нацрту архитекте Светозара Ивачковића. Аутор иконостаса није познат али се зна да је настао крајем 19. и почетком 20. века.
Покретач радова и велики донатор цркве био је српски митрополит господин Михаило, који је по рођењу Сокобањчанин. Поред цркве митрополит изградио је основну школу 1894. године и основао прво еколошко друштво 1895. године под називом „Друштво за унапређење и улепшање Сокобање и околине”.
У порти цркве налази се његова биста.

## Стил градње
Црква је саграђена у српско-византијском стилу. Зидана је наизменичним ређањем редова окер жуте и црвене боје опеке, док данас има белу фасаду.
Дужина од улаза у цркву до краја олтарског дела, је истоветна висини цркве до подножја крста на куполи и износи 20 метара. Звонара је одвојена од цркве и саграђена је 1936. године.
Поседује добро сачувану архиву од 1835. године. Као поклон са оригиналним потписом кнеза Милоша у архиви се налази и Јеванђеље из 1836. године.
Једина архива која недостаје потиче из периода од 1912. до 1918. године када су бугарске окупационе снаге спалиле црквене списе из тог периода.
Име је добила по датуму рођења Митрополита Михаила који је рођен на дан Преображења Господњег 19. августа 1826. године.
Ова црква је посвећена празнику Преображење Господа Исуса Христа.

## Освештење
Црква је освештана априла 1892. године на Ускрс. 
Свечаном чину присуствовао је руски гроф Тодор Котов. Овом приликом цркви је даривао два Јеванђеља и путир.

## Обнова цркве
Са благословом Епископа тимочког г. Илариона, на цркви Преображења Господњег у изведени су радови на рановирању њене спољашности.
Урађена је нова фасада као и замена дугогодишње столариј. Највећи део средстава обезбедила је Црквена општина Сокобања док је део средстава издвојен је из буџета Општинске управе. Постављање нових улазних врата били су донација господина Горана Стојановића, председника Црквене општине Сокобање.

## Веровања
Верује се да сокобањска Црква Светог Преображења Господњег има три звона. Ту забуну направила је приповетка Стојана Живадиновића под именом „Звона” у збирци приповедака „Испод Озрена”. У њој се описује његово забављање са клисаревом ћерком, и помињу три звона. 
Проблем се јавља јер су у току 20. века два звона претопљена у једно.
У цркви постоји књига за посетиоце. Књига је стално отворена и доступна. Верници у њој уписују своје жеље и молбе Богу. Постоји веровање да се свака написана жеља испуњује. 
Када се једна књига попуни, поставља се наредна. Све књиге пуне записа чувају се у апхиви цркве.